# Банка (Васлуй)
Банка (рум. Banca) — коммуна в составе жудеца Васлуй (Румыния).

## Состав
В состав коммуны входят следующие населённые пункты (данные о населении за 2011 год):
- Гара Банка (рум. Gara Banca) — 1.146 жителей
- Банка (рум. Banca) — 1.008 жителей
- Стоишешти (рум. Stoișești) — 604 жителя
- Гермэнешти (рум. Ghermănești) — 511 жителей
- Сырби (рум. Sârbi) — 428 жителей
- Цифу (рум. Țifu) — 421 житель
- 1-го Декабря (рум. 1 Decembrie) — 417 жителей
- Миток (рум. Mitoc) — 358 жителей
- Миклешти (рум. Miclești) — 257 жителей
- Стрымтура-Миток (рум. Strâmtura-Mitoc) — 172 жителя
- Сэлчоара (рум. Sălcioara) — 67 жителей
- Сату Ноу (рум. Satu Nou) — 0 жителей

## География
Коммуна расположена в 249 км к северо-востоку от Бухареста, 33 км к югу от Васлуя, 92 км к югу от Ясс, 103 км к северу от Галаца.

## Население
Демографические данные ниже приводятся по переписи населения 2002 года.

### Национальный состав
| Национальность | Кол-во человек | Процент  |
| -------------- | -------------- | -------- |
| Румыны         | 5606           | > 99,9 % |
| Цыгане         | 2              | < 0,1 %  |

### Родной язык
| Язык      | Кол-во человек | Процент |
| --------- | -------------- | ------- |
| Румынский | 5608           | 100 %   |

### Вероисповедание
| Вероисповедание | Кол-во человек | Процент |
| --------------- | -------------- | ------- |
| Православные    | 5570           | 99,3 %  |
| Пятидесятники   | 32             | 0,6 %   |
| Лютеране        | 2              | < 0,1 % |
| Римо-католики   | 1              | < 0,1 % |
| Нерелигиозные   | 1              | < 0,1 % |
| Атеисты         | 1              | < 0,1 % |

## Политика
По результатам местных выборов 2016 года, местный совет коммуны состоит из 15 депутатов следующих партий:
| Партия                              | Количество депутатов |
| ----------------------------------- | -------------------- |
| Национальная либеральная партия     | 5                    |
| Национальная демократическая партия | 4                    |
| Социал-демократическая партия       | 3                    |
| Альянс либералов и демократов       | 3                    |